# Fonolleres (Parlabá)
Fonolleres es una localidad española del municipio de Parlabá, perteneciente a la provincia de Gerona, en la comunidad autónoma de Cataluña.

## Toponimia
El nombre del lugar puede encontrarse referido con las grafías Fonalleras y Fonolleres.

## Historia
A mediados del siglo XIX, la localidad, ya por entonces perteneciente a Parlabá, contaba con 123 habitantes. Aparece descrita en el octavo volumen del Diccionario geográfico-estadístico-histórico de España y sus posesiones de Ultramar de Pascual Madoz de la siguiente manera:

FONALLERAS: l. en la prov. y dióc. de Gerona (3 1/2 leg.), part. jud. de la Bisbal (l), aud. terr., c. g de Barcelona (15), ayunt. de Parlabá (1/4): sit. cerca del r. Adaró, le combaten con frecuencia los vientos del N. y O.: su clima es templado y sano; las enfermedades comunes son fiebres intermitentes, producidas por las aguas destinadas que dejan las desbordaciones de 2 arroyos en tiempo de lluvias. Tiene una igl. parr. (San Cristóbal), servida por un cura de ingreso, con el cementerio contiguo á ella; los vec. se surten de aguas de pozo para beber y demás usos domésticos. El térm. confina N. Parlabá; E. San Aciscle de Ampurdá; S. Ullastret, y O. Matajudaica; se estiende solo 1/4 de hora de N. á S., é igual dist. de E. á O. El terreno es todo de cultivo de segunda y tercera calidad; le fertilizan 2 arroyos que bajan de los montes inmediatos; le cruzan varios caminos locales, y el que dirige de Torroella de Montgrí á la Bisbal, de cuyo último punto recogen el correo los interesados. prod.: cereales, legumbres y frutas; cria el ganado de labor, y caza de liebres y codornices. pobl.: 30 vec., 123 alm. cap. prod.: 2.269,200. IMP.: 56,730 rs.
(Madoz, 1847, p. 118)

En 2023 la entidad singular de población tenía empadronados 59 habitantes y el núcleo de población 35 habitantes.